# Tubará
Tubará là một khu tự quản thuộc tỉnh Atlántico, Colombia. Thủ phủ của khu tự quản Tubará đóng tại Tubará Khu tự quản Tubará có diện tích 176 ki lô mét vuông. Đến thời điểm ngày 28 tháng 5 năm 2005, khu tự quản Tubará có dân số 9477 người.